# Artemons
Artemons/Artemons Contemporary ist eine Galerie mit teilweise musealem Charakter in Oberösterreich und betreut auf über 600 Quadratmetern österreichische und internationale Kunst.

## Beschreibung
Die Galerie Artemons basiert auf der Kunstsammlung des industriellen Horst Rilke für Malerei oberösterreichischer Künstler des 19. und 20. Jahrhunderts und befindet sich in Hellmonsödt.
Artemons Contemporary betreut etablierte österreichische Positionen wie Franz Grabmayr, Jürgen Messensee, Oswald Oberhuber und Karl Korab, versteht sich jedoch auch als Vermittler von junger innovativer Kunst aus dem zentraleuropäischen und vor allem dem asiatischen Raum.  Ein weiterer Schwerpunkt liegt auf der jungen Wiener Szene.

## Geschichte
Das von Albrecht Dunzendorfer errichtete Objekt war vom Zeitpunkt der Errichtung Ende der 1950er bis Anfang der 1970er Jahre etwa ein Vierteljahrhundert lang die größte private Kunsthalle Oberösterreichs. Durch die Verbindung von Wohnhaus, Werkstätte und Kunsthalle entstand 2006 das damals größte öffentlich zugängliche Privatmuseum Oberösterreichs.
Der österreichische Maler Albrecht Dunzendorfer errichtete in seinem Heimatort Hellmonsödt 1958 die Hellmondwarte und 1971 mit einer 200 Quadratmeter großen Ausstellungshalle die damals größte private Kunsthalle Oberösterreichs, um seine Werke unabhängig vom institutionellen Kunstbetrieb zeigen zu können.
Ungefähr 25 Jahre nach dem Tod Dunzendorfers erwarb die Kunststiftung Oberösterreich Bild des Industriellen Horst Rilke aus Marchtrenk von dessen Erben Wohnhaus, Werkstätte und Kunsthalle, verband diese 2006 mit einem Mitteltrakt und realisierte unter Hereinnahme von Landes- und EU-LEADER-Fördermitteln das zum Zeitpunkt der Eröffnung am 12. Oktober 2007 größte öffentlich zugängliche Privatmuseum Oberösterreichs. Ein 2008 gegründeter Förderverein bindet Vertreter der öffentlichen Museen, der Region und des Tourismus in gemeinsame Projekte zur Positionierung des Museums ein.
Die Stiftung verfolgt mit dem Museum das Ziel, oberösterreichische Maler des 19. und 20. Jahrhunderts mit dem Schwerpunkt Klassische Moderne ins Licht der Öffentlichkeit zu rücken und das Lebenswerk von Albrecht Dunzendorfer zu bewahren.
Erster Leiter war Herwig Dunzendorfer. Dieser organisierte in den 25 Jahren nach dem Tod seines Vaters neben Gedächtnisausstellungen zu Albrecht Dunzendorfer mehrere Ausstellungen mit österreichischen und internationalen Künstlern, teilweise in Kooperation mit der Kunsthochschule Linz (Projekt 8-Geben der Meisterklasse für Bildhauer, Zeitgenössische oberösterreichische Keramik). Internationale Projekte wurden mit der Pariser Galerie Du Temple abgewickelt: The Last Supper; Die Pariser Barockkunst des 20. Jahrhunderts.

## Die Sammlung
Grundstock des Museums Artemons bildete die zum Zeitpunkt der Eröffnung 2007 etwa 2000 Werke oberösterreichischer Künstler umfassende Gemäldesammlung der Stiftung, die noch weiter ausgebaut wird.
U. a. umfasst die Sammlung die Nachlässe von Herbert Dimmel, Ludwig Schwarzer, Paul Ikrath und Josef Schnetzer. Als weitere Sammlungsschwerpunkte werden insbesondere angegeben:
Demeter Koko, Hans Strigl, Karl Hauk, Anton Lutz, Max Hirschenauer, Fritz Fröhlich, Franz Zülow, Karl Hayd, Wilhelm Dachauer, Karl Hauk, Franz Xaver Weidinger, Hans Franta, Arthur Brusenbauch, Franz Glaubacker, Leo Adler und Hans Pollack.
Aus dem 19. Jahrhundert verfügt das Museum über Werke von Johann Baptist Reiter, Leopold Zinnögger, Julius von Blaas, Albert Ritzberger, Alfred Pöll und Wilhelm Höhnel.

## Ausstellungen
Für die Präsentation der Werke steht eine Ausstellungsfläche von rund 600 Quadratmetern zur Verfügung. Neben der Dauerausstellung von Werken Albrechts Dunzendorfers im ehemaligen Wohnhaus des Künstlers werden regelmäßig Ausstellungen, teilweise in Zusammenarbeit mit Museen und Künstlergruppen angeboten, u. a.:
- 2010: und 2011 Zeitschnitt – Aktuelle Malerei des MAERZ
- 2010: Maler des Lichts: Max Hirschenauer, Demeter Koko, Anton Lutz
- 2011: Die Landschaft in der Oberösterreichischen Malerei 1888 bis 2011[4]
- 2012: k/haus 18 – Positionen der Malerei – Malerei der Gegenwart – Das Wiener Künstlerhaus
- 2013: Neue Sachlichkeit: Paul Ikrath, Freie figurale Kompositionen: Herbert Dimmel[5]

## Galerie Artemons Contemporary
Artemons Contemporary zeigt zeitgenössische österreichische und internationale Kunst und betreut einerseits etablierte österreichische Positionen, versteht sich jedoch auch als Vermittler von junger innovativer Kunst aus dem zentraleuropäischen und vor allem dem asiatischen Raum. Ein weiterer Schwerpunkt liegt auf der jungen Wiener Szene.

### Ausstellungen
- 2012: Alois Riedl
- 2012: War Zone – Indische Gegenwartskunst (Probir Gupta, Jagannath Pamda, Aditya Pande, TV Santosh)[7][8]
- 2013: ANSTOSS – Die Parzer im Artemons (Clemens Andel, Gilbert Bretterbauer, Bertram Castell, Gerhard Doppelhammer, Martin Egger, Lena Göbel, Hubert Huber, Robert Hübner, Leopold Kogler, Kurt Lackner, Ulrike Neumaier, Georg Stifter, Wolfgang Stifter)
- 2013: Lorenz Estermann, Aditya Pande,  Hans Staudacher
- 2014: Manfred Hebenstreit, Adam Bota, Karl Korab
- 2015: INSIDE OUT Olivier Hölzl, Larissa Leverenz und Thomas Riess
- 2015: Alois Riedl, Oswald Oberhuber, Franz Grabmayr, Franziska Maderthaner

### Teilnahme an Kunstmessen
- 2015: Linzer Kunstsalon mit Larissa Leverenz, Franziska Maderthaner und Jürgen Messensee
- 2015: Parallel mit Osama Zatar
- 2015: Viennafair mit Adam Bota, Michael Glawogger, Franz Grabmayr, Karl Korab, Franziska Maderthaner, Jürgen Messensee, Oswald Oberhuber, Jagannath Panda, Aditya Pande, Thomas Riess und Osama Zatar

## Publikationen
- Zeitschnitt – Aktuelle Malerei des MAERZ, 2010, ISBN 978-3-900762-40-7.
- Positionen der Malerei – k/haus 18, 2012, ISBN 978-3-900354-36-7.
- ANSTOSS – Die Parzer im Artemons, 2013